# Tankreaktor
En tankreaktor är en vanligt förekommande processoperationell utrustning som används bland annat i den kemiska industrin för framställning av läkemedel (då ofta i form av en halvt kontinuerlig reaktor så kallad feed batch reaktor) eller för att köra andra kemiska eller biologiska processer. Andra exempel på sådana processer är ölframställning och storskalig odling av bakterier för framställning av enzymer.
Det finns flera olika former av reaktorer som används för olika processer. En kontinuerlig reaktor är en reaktor där reaktionen sker under en begränsad tid när reaktanter uppehåller sig i denna. Nya reaktanter tillförs kontinuerligt samtidigt som produkten avskiljs. Utöver den kontinuerliga reaktorn finns även satsreaktorer där reaktanter tillförs i en sats i början av körning. För varje form av reaktor finns olika designekvationer som väl beskriver reaktorernas egenskaper.